# 荒川事件
荒川事件（あらかわじけん）は、1969年のプロ野球ドラフト会議で指名されたアマチュア野球の有力選手・荒川尭のプロ入りを巡って起きた事件。選手本人に対する傷害事件とその際の怪我の後遺症による早期引退にまで発展し、日本プロ野球界に長く影響を残した。

## 概要

### ドラフト指名
1969年のプロ野球ドラフト会議では、早稲田大学の強打者であった荒川尭が指名候補として注目の存在になっていた。
荒川は、養父の荒川博が巨人のコーチであること、また東京六大学野球のホームグラウンドである明治神宮野球場を本拠地にしている球団がアトムズ（1970年からヤクルトアトムズ）ということもあり、ドラフト会議の前から「巨人・アトムズ以外お断り」と明言していた。
当時のドラフトでは、予備抽選で上位のくじを引いた球団から順番に好きな選手を指名できる様になっており、現在のような重複指名による抽選制度も存在しなかったため、他球団が指名した選手は指名できなかった。その結果、巨人は11番目、アトムズは9番目であり、少なくともアトムズに入団するには意中外の8球団から指名されないことが条件であった。
1番目指名球団の中日ドラゴンズ、2番目指名球団の阪神タイガースは荒川への強行指名をしなかったが、3番目指名球団の大洋ホエールズは、荒川が提示額次第で入団するという情報を得た（結果的にはガセ情報だった）ことで指名を強行した。
指名順が決まった時点で大洋は、中日が谷沢健一、阪神が太田幸司を指名すると読み、その場合は上田次朗を指名するつもりだった。しかし阪神が太田ではなく上田を指名したことで大洋は太田を指名するかどうかの選択を迫られる。大洋の本拠地であった川崎球場は工場が多く、太田を獲得しても女性ファンの来場は見込めないと考えたオーナーの中部謙吉は、球団代表森茂雄らの反対を押し切って実力派の荒川を獲得することにする。また森が早稲田野球部の元監督だったこと、荒川の恩師である監督の石井藤吉郎が森の教え子であることも指名につながったという説もある。
大洋の指名により、アトムズや巨人は荒川を指名できなくなり、これが荒川の野球人生の暗転に至るきっかけとなった。なお、アトムズは仙台商高の捕手である八重樫幸雄を、巨人は早稲田大学の投手であった小坂敏彦をそれぞれ1位指名している。

### トレードを前提とした入団
荒川は、即刻大洋への入団拒否を表明し交渉も拒否した。これがきっかけで荒川は大洋ファンと思しき人物から嫌がらせを受け、ついには後述の傷害事件に至る。しかしそれでも荒川は意思を曲げず、1970年2月にアメリカへ野球留学して次のドラフトを待った。この間に大洋は現地法人を通して荒川との接触を続け、巨人以外の球団も荒川を指名するとの情報が流れていた。その後大洋は巨人・ヤクルトと極秘に交渉し、いったん大洋に入団させた後に意中のチームに移籍させる「三角トレード」を提案した。巨人とは条件面で折り合わず断念したものの、ヤクルトは荒川を懐柔するために早稲田OBの三原脩を監督に迎える準備を進め、三原は就任の条件として荒川の獲得を挙げていた。
ドラフト指名選手の交渉期限が切れる2日前の同年10月7日、荒川は大洋と正式契約したが、入団発表の席に荒川の姿はなく、森球団代表とスカウト部長のみが出席するという異様な光景となった。同日ヤクルトからトレードが申し込まれ、12月26日にヤクルトへの移籍が発表された。当初は若手投手との交換トレードが計画されていたが、選手の心情を考慮して金銭トレードとなった。
大洋の森茂雄代表は当初、荒川が「大洋のユニホームを着ることはない」と話していたが、鈴木龍二セントラル・リーグ会長は露骨な三角トレードに抗議し「練習に参加させるように」と大洋に要請した。そのため荒川は大洋入団直後に練習に参加し、一応大洋のユニフォームにも袖を通しており写真も残っている。背番号は大洋・ヤクルト通じて3番だった。
なお1969年のドラフト会議では、荒川が大洋に入団したことにより、ドラフト史上において大洋はその年に指名した選手が全員入団した初めての球団となった。
荒川は念願を叶えたものの「ドラフト破り」として世間からは非難され、セントラル・リーグ事務局からは1か月間の公式戦出場停止という罰則を課された。

## 傷害事件
大洋からのドラフト指名に対して入団拒否した荒川は、その後「覚えていろ」「野球ができないような体にしてやる」という脅迫電話を数回にわたり受け、血糊付きの手紙やカミソリ入りの封筒が連日投げ込まれるなど嫌がらせを受けた。だが、荒川家は本気では取り合わず、大洋球団も警備を付けるなどの対策を講じなかった。
ドラフト会議からおよそ2カ月が過ぎた1970年1月5日夜、荒川が自宅付近で犬の散歩をさせていたところ、熱狂的な大洋ファンと目される2人組の暴漢に襲われた。棍棒状の凶器で殴打された荒川は緊急入院を余儀なくされ、後頭部および左手中指に亀裂骨折を負い全治2週間と診断された。荒川はそのときの状況を「たった1発で頭がもうろうとしてしまった。最後は複数だと思うが蹴られたりもした。やり返す余裕はなかった」と述べている。
暴漢に襲われ頭部を強打した後遺症の左視束管損傷により、荒川の左目の視力は徐々に低下してゆき、プロ3年目以降の成績は低下した。当時最新の視力矯正手術なども受け、日常生活は可能となったが完全に回復することはなかった。左打者に転向したが、結局シーズン途中の1975年4月28日をもって現役引退を余儀なくされた。わずか28歳の若さであった。
警視庁では、大洋入団を拒んだ荒川を恨む者による計画的犯行とみて捜査したものの、傷害の実行犯は見つからないまま公訴時効を迎え、現在でも真犯人は不明のままである。

## 球界への影響
荒川のプロ入りをめぐるトラブルを機に野球協約が改定され、新人選手の初年度の移籍が禁止されるようになった。ただし1979年度より規定が改正され「開幕前の移籍禁止」に緩和された。江川卓はいわゆる「江川事件」の際、最終的にこれにより開幕後に新人で巨人への移籍という形を取っている。
江川事件が国会でも問題となった1978年2月16日、プロ野球ドラフト会議と職業選択の自由に関する当事者として、荒川は参議院法務委員会に参考人として呼ばれた。
荒川事件の影響はその後も、大洋ホエールズおよび後身球団である横浜ベイスターズにおいて長く尾を引くこととなった。同球団は2008年度ドラフト会議で松本啓二朗と細山田武史を指名するまでの40年間、早稲田大学に在籍する学生選手を指名することはなかった。横浜の早大生ドラフト指名がようやく可能となった背景には、横浜チーム運営統括の村上忠則と早大野球部監督の應武篤良が、社会人時代から付き合いのあった間柄だったことで、横浜・早大間に再びルートが確立されたことが大きい。同年ドラフト会議後には佐々木邦昭球団社長が「今日は歴史的な日」とも語っている。
現在はトレード移籍を前提とした選手契約は禁止されており、1995年に近鉄バファローズが福留孝介を1位指名した際、入団を渋る福留に「3年後の移籍を条件に」と交渉した近鉄がコミッショナーから注意を受けている。福留は結局近鉄には入団せず、3年後のドラフト会議で中日に指名され入団した。なお、禁止されているのはあくまで国内球団でのトレード移籍である。
アメリカのメジャーリーグ (MLB) では、後に千葉ロッテでもプレーするピート・インカビリアが、1985年にカナダのモントリオール・エクスポズからドラフト指名された際に「寒地でのプレーは嫌だ」と入団拒否したが、エクスポズ側からのトレード移籍を前提に契約合意し、その後にテキサス・レンジャーズにトレード移籍した。MLBではこの件を受けて「ドラフト獲得した選手は契約して1年が経過するまではトレードに出せない」という条項が制定された。なお、2014年のドラフトでサンディエゴ・パドレスに入団したばかりのトレイ・ターナーが同年オフの大型トレードにおいて「後日発表選手」という扱いでワシントン・ナショナルズへの移籍が内定、移籍制限が解除される翌年6月まで「後日移籍予定の選手」としてパドレス傘下のマイナーリーグでのプレーを余儀なくされた件を受けて制限期間が「ドラフト同年のワールドシリーズ終了まで」に短縮された。